# シュヴァーベン戦争
シュヴァーベン戦争（シュヴァーベンせんそう、アレマン語: Schwabenkrieg）は、1499年1月から7月にドイツのシュヴァーベン地方及びスイスのグラウビュンデン地方で起こった戦争である。原初同盟とハプスブルク家の間の最後の主要な武力紛争であり、これによってスイスが事実上の独立を手にした事からスイス戦争とも呼ばれる。
原因はスイスとハプスブルク家の対立、ブルゴーニュ公国の相続問題、イタリア戦争に関わる領土拡張問題、帝国改革の問題など多岐にわたるが、1499年1月のハプスブルク軍の襲撃から7月のドルナッハの戦いでシュヴァーベン同盟の大敗を経て、9月22日のバーゼルの和約で終結を迎えた。この条約で勝者のスイスは広範に渡る自治を認められ、1648年のウェストファリア条約における完全独立の先駆けとなった。

## 背景

### 従来の神聖ローマ帝国とスイスの関係
紛争の原因の1つは、原初同盟とハプスブルク家のあいだの根深い相互不信、対立心、敵意にあった。13世紀後半から、原初同盟の同盟員は、かつてハプスブルク家に属していた領土を徐々に支配するようになっていった。スイスは元々神聖ローマ帝国のなかで帝国直属身分を獲得しており、皇帝にのみ臣従し、皇帝の臣下である諸侯や諸身分の人々に従う必要はなかった。このような立場のため、スイスは神聖ローマ帝国内で広大な自治領を獲得しており、特に皇帝がハプスブルク家から遠く離れた土地の大領主であるときは、彼らの独立性にいっそう拍車がかかった。皇帝たちはハプスブルク家を強力なライバルとみなしていたため、帝国直属身分の原初同盟を支援した。そうしてスイスは特権的地位を守ることに成功してきたのだった。しかし、1438年からハプスブルク家による神聖ローマ皇帝位の世襲が始まると、帝国と皇帝のスイスに対する扱いはそれまでと真逆になった。

### 15世紀におけるハプスブルク家の神聖ローマ帝国支配

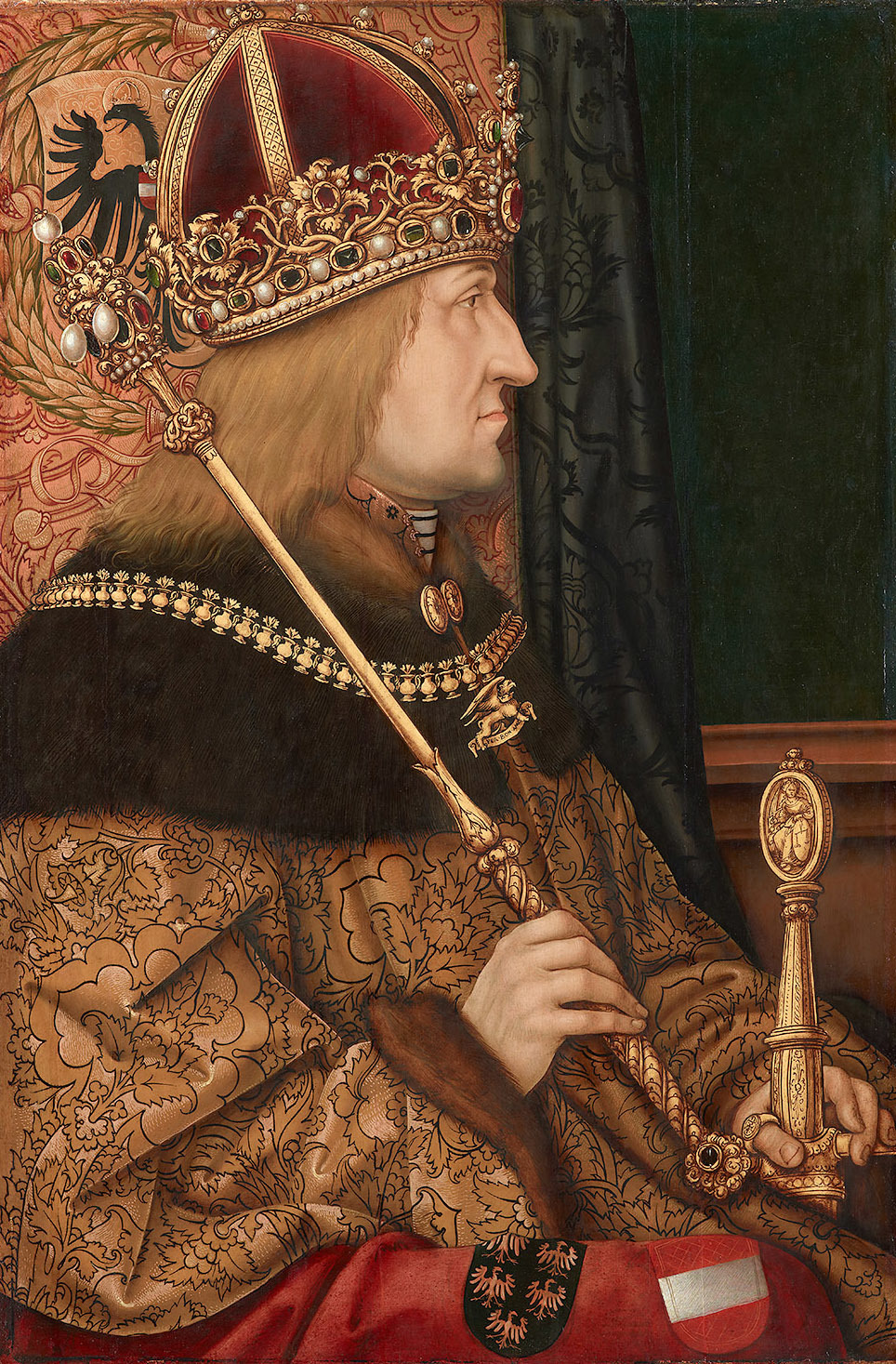
皇帝フリードリヒ3世

#### フリードリヒ3世の統治
1452年、ハプスブルク家のフリードリヒ3世が帝位に就くと、スイスはもはや帝国からの支援には頼れなくなった。ハプスブルク家の公爵たちとの対立は、神聖ローマ帝国全体との対立となる可能性があった。しかし、フリードリヒ3世の治世下でこの不安は杞憂に終わった。フリードリヒ3世は1442年の古チューリッヒ戦争で原初同盟に反発してチューリッヒ市を支援したり、また原初同盟員の帝国直属身分を再確認を拒否したものの、彼の統治には問題が多くスイスに対して軍事行動を行う余裕はなかった。オーストリアではまず弟のアルブレヒト6世と対立し、その後マーチャーシュ1世の圧迫を受けた。フリードリヒ3世はウィーンから追い出され、彼の宮廷は国中を放浪しなければならなくなった。 
フリードリヒ3世はバイエルンのヴィッテルスバッハ家と、チロル伯、フォアアールベルク公並びに前方オーストリア大公を務めていた従兄弟のジークムントの反発に直面した。原初同盟はジークムントとも対立していた。チロル司教の指名をめぐる紛争で教皇ピウス2世にジークムントが破門されると、スイスは以前のハプスブルク家の領土トゥールガウを併合した。1468年にジークムントはヴァルツフートの戦いでスイスと衝突した。ジークムントは莫大な身代金を支払って戦いを終わらせた。重要な領地を失わずに済んだが、身代金は1469年にブルゴーニュ公シャルルにスンドゴーとアルザス地方を担保とし借り入れたものだった。シャルルはスイスと対立するジークムントを助けず、結局1474年にジークムントは領土を買い戻し、永久協定と呼ばれる原初同盟との平和条約を締結した。だが、皇帝フリードリヒ3世はこの協定を認めなかった。続くブルゴーニュ戦争では、スイスとジギスムントはともにブルゴーニュ公シャルルと戦った。
1487年、ジークムントはフリードリヒ3世の娘クニグンデ・フォン・エスターライヒを父王の意志に反してバイエルン公アルブレヒト4世と結婚させ、義理の甥となった彼にチロルと前方オーストリアの領土の一部を割譲した。1488年、これに対しフリードリヒ3世はシュヴァーベン同盟を設立し、軍事介入を行った。同盟はシュヴァーベンの諸都市、聖ゲオルギウスの盾連盟に所属するシュヴァーベンの騎士たち、ヴュルテンベルクとチロル、フォアアールベルクの伯爵たちから成っていた。彼らの助けを借りて、フリードリヒ3世はヴィッテルスバッハ家にジークムントが割譲した領土を返還するように迫った。

#### マクシミリアン1世の統治
マクシミリアンは、皇帝フリードリヒ3世の子である。ブルゴーニュ戦争中にナンシーの戦いでブルゴーニュ公シャルルが亡くなると、マクシミリアンは1477年にマリー・ド・ブルゴーニュと結婚してブルゴーニュ公国とブルゴーニュ伯領、ネーデルラントを継承した。ブルゴーニュ政権を中央集権的な政府として拡大しようとしたが、1482年、ネーデルラントの都市と伯爵たちの反乱を引き起こすこととなった。彼らを裏で扇動していたのはマクシミリアンに対抗してブルゴーニュ公国の継承権を主張していたフランス王シャルル8世とその姉である。1488年、マクシミリアンは敵に囚われ、ブルッヘに4か月間監禁された。父王フリードリヒ3世がマクシミリアンの従兄弟のザクセン公アルブレヒト（勇敢公）指揮下の軍隊を送ってくれたため、ようやく解放された。この紛争の第一段階は1489年まで続き、マクシミリアンはネーデルラントを占領されたままだったが、その後ドイツに戻り、アルブレヒトを彼の代理人として残した。アルブレヒト3世はその後数年かかって、ネーデルラントにおけるハプスブルクの中央集権的統治を確立させた。
1486年、マクシミリアンは父王フリードリヒ3世の主導でローマ王に選ばれ、それ以来共同統治を行っていた。1490年にジークムントは退位してすべての領土をマクシミリアンに引き渡すよう強いられ、また1493年にフリードリヒ3世の死に際して、マクシミリアンは皇帝マクシミリアン1世として即位し、父親の財産を引き継いで全てのハプスブルク家領を手中に収めた。こうしてほとんど同時に多くの権力が神聖ローマ皇帝マクシミリアン1世のもとに集まったのであった。一方同年、サンリスの和約でブルゴーニュの所有権をめぐるフランスとの戦争の終結が宣言されたが、これによってハプスブルク家とフランスの対立は決定的になった。マクシミリアン1世はネーデルラントとブルゴーニュ伯領を維持したが、ブルゴーニュ公国はフランス王に譲らなければならなかった。このようなことがありつつも、マクシミリアン1世は東はチロルとフォアアールベルク、北は前方オーストリア、西はブルゴーニュ伯領に及ぶ、原初同盟をほぼ取り囲む地域を支配することになった。

### イタリア戦争とグラウビュンデン
前述のように、マクシミリアン1世はブルゴーニュ公シャルルの娘マリー・ド・ブルゴーニュと結婚してブルゴーニュ領を継承したため、ヴァロワ朝フランス王家との権力闘争に入り込むこととなった。さらに、マクシミリアン1世は1493年にミラノのスフォルツァ家の公女ビアンカと再婚し、ミラノ公を自負するフランス王と真っ向から対立した。こうしてハプスブルク家はイタリア戦争に直接的に関与せざるを得なくなった。グラウビュンデン、特にヴァル・ミュシュタイアーは、チロルとミラノの直接ルートである。ヴァル・ミュシュタイアーのウンブライルパスはチロル南部のフィンシュガウ渓谷とイタリア北部のヴァルテッリーナを結んでおり、これらの地は当時のハプスブルク家にとって非常に重要であった。
しかし、この地域はハプスブルク家とクール司教が司法権をめぐって長年争っていた。1363年、ハプスブルク家は配下のチロル伯を使って、クール司教のみならず渓谷全体の支配を画策したが、そのためにグラウビュンデンの民衆の抵抗組織が成立した。それがゴッテスハウス同盟であり、後にグラウビュンデンの三同盟へと発展した。三同盟も原初同盟のように広範囲に及ぶ自治を達成したが、グラウビュンデン地方への影響力を保ち続けようとするハプスブルク家との絶え間ない闘争に巻き込まれることとなった。1470年代から1480年代の間に、オーストリア大公ジークムントは徐々に十裁判区同盟の多くのコミューンで高度司法権を獲得することに成功し、皇帝マクシミリアン1世も領土拡張主義的戦略を継続した。三同盟はハプスブルク家に対抗し、1497-1498年に原初同盟と緊密な軍事同盟を結ぶようになった。

### 1495年の帝国の改革

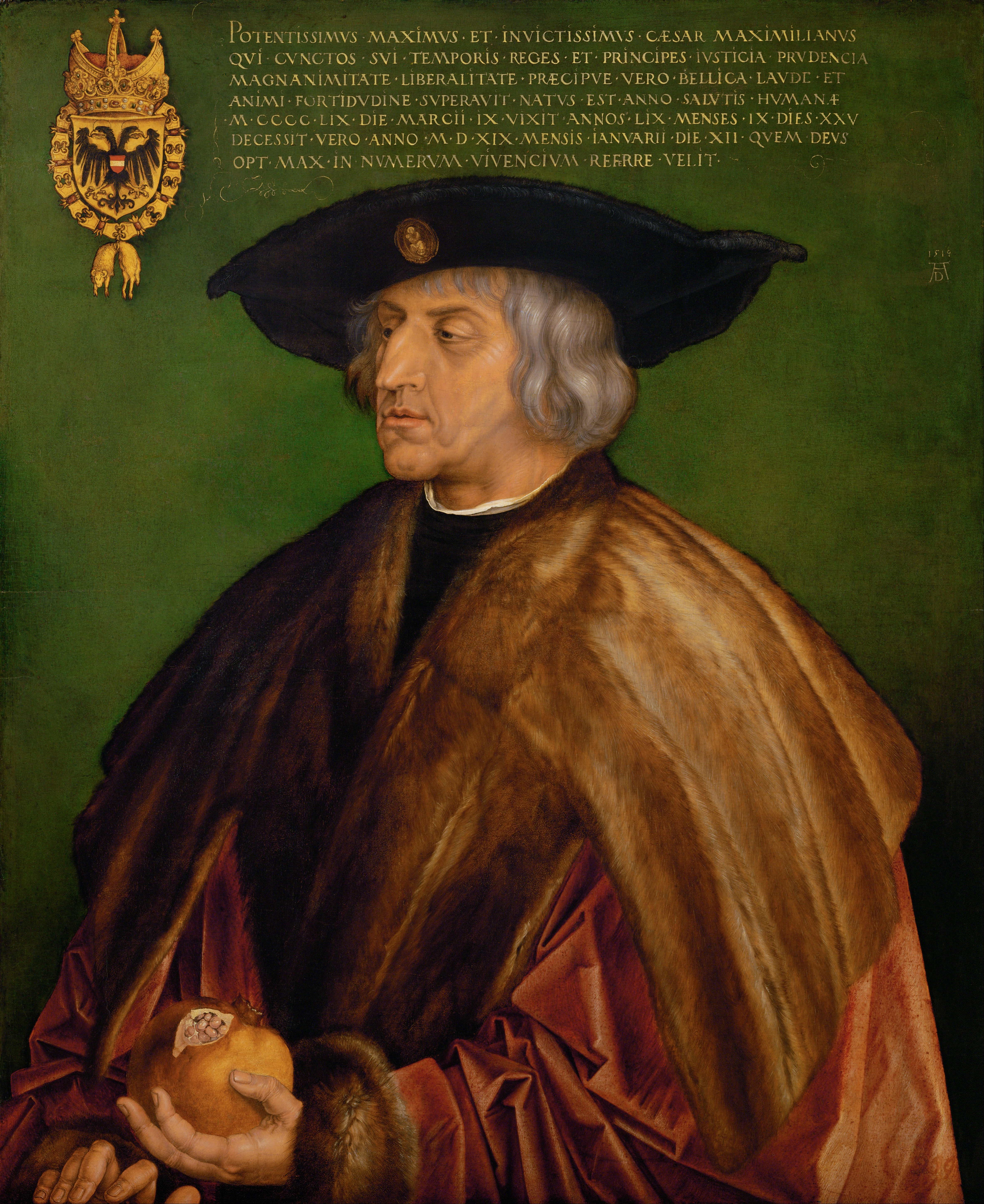
皇帝マクシミリアン1世(1519年、アルブレヒト・デューラー画)

また、マクシミリアン1世は先代及び後世の他の神聖ローマ皇帝と同様、帝国の強力な諸侯との闘争に直面しなければならなかったため、中央集権化を促進することで皇帝としての地位と帝室を確固たるものにしようとした。1495年にヴォルムスで開催された帝国議会で部分的には成功したが、一方で諸侯に有利な譲歩もしなければならなかった。帝国の改革においては数多の確執と強盗騎士の無法に終止符を打つために「永久ラント平和令」が宣言され、その平和を実施するために新しい帝国常備軍を設置した。これによって帝国等族（”Reichsstand”）たちはそれぞれ兵隊を供出しなければならなくなったと考えられている。またこの軍隊に資金を捻出するための新たな人頭税である「コモン・ペニー」（”Reichspfennig”）を義務付けた。しかし、一方でマクシミリアン1世は新しい最高裁判所である帝室裁判所制度を定めるという譲歩を見せなければならなくなった。したがって最高司法権は民衆と皇帝の居場所から分離することになった。また帝国統治院と呼ばれる諸侯による政府評議会の設立にも同意しなければならなかった。
しかしスイスは帝国議会のこれらの決議を受け入れず、コモン・ペニーの支払いも明確に拒否した。スイスは自分たちの領土内で国民の平和を十分合理的に確保することに成功していたので、ハプスブルク家の権力下の軍隊に兵を送ることも、税金を払うことにも、外国の裁判所の司法権を受け入れることにも全く興味を持たず、むしろ帝国の提案は自分たちの自由を制限するものでしかないと考えたのだった。決議の受け入れを拒否したのはスイス人だけではなかったが、のちに皇帝マクシミリアン１世は原初同盟に帝国アハト刑を下す口実として、スイスがこのように帝国の決議を拒否した事実を利用した。

### シュヴァーベン人とスイス人

#### 対立感情
皇帝フリードリヒ3世からシュヴァーベン同盟にも参加するよう頼まれたとき、原初同盟は断固として拒否していた。なぜならハプスブルク家の利益を促進するために作られた同盟に参加する理由は何もないと考えていたからであり、この比較的緊密かつ強固な北の辺境の新しい同盟をむしろ警戒していたのであった。さらに強力な貴族集団としてのシュヴァーベン同盟を、過去200年間、まさにそのような貴族支配を否定しながら成長してきた原初同盟は全く異質なものだと考えていたため、快く思っていなかった。
シュヴァーベン同盟側でも同様の懸念が生じた。シュヴァーベンの民衆にとってスイス連合の自由と独立の精神は強力かつ魅力的な手本のようなものだった。そのため南シュヴァーベンの多くの貴族たちは民衆が反乱を起こし、原初同盟への支持を求めることを恐れていた。このような恐れは荒唐無稽なものではなく、実際スイスはライン川の北部で同盟を形成し始めて、1454年にはシャフハウゼンと最初の条約を締結し、さらにロットヴァイル（1463年）またはミュルーズ（1466年）などの都市と条約を締結していった。
スイス傭兵（Reisläufer）とシュヴァーベン人傭兵（Landsknechte）の間の競争心は、互いにヨーロッパ中の戦争である時には対立し、またある時には手を携えるなどを重ねるうちに激化していった。現代では、ブルゴーニュ戦争における勝利の後にヨーロッパで最高の兵士だという評価を与えられたと考えられているスイス傭兵も、当時のランツクネヒトに取っては冷やかしと罵倒の対象であったという報告が認められている。一方のランツクネヒトたちも「クーシュワイザー（Kuhschweizer）」と呼ばれて嘲笑されていた。そのような侮辱は決して軽率なやりとりなどではなく、頻繁に流血の事態を招いた。そのような事態がどちらの側の軍司令部も望まない、あるいは予期もしない衝突や略奪的遠征を引き起こして、シュヴァーベン戦争自体を長期化させたのは確かである。

#### コンスタンツ市の事例
コンスタンツ市とその司教はこれらシュヴァーベン同盟と原初同盟という2つの勢力の間に挟まれた。彼らはシュヴァーベンに領地を保持していた一方で、1460年の併合以来トゥールガウではスイスが低度司法権を引き継いでいたにもかかわらず、コンスタンツ市が依然として高度司法権を行使し続けていたという事実もあったため、シュヴァーベン同盟の存在を危惧し、スイス同盟のチューリッヒ州とベルン州はコンスタンツ市の受け入れを提案した。しかし特にウーリ州をはじめ、同盟の創設メンバーである州が反対したため交渉は失敗に終わった。それでもやはりトゥールガウ州を分割した司法権は市と同盟間の多くの論争の原因となっていた。そのような対立、さらにトゥールガウが原初同盟の共同主権地域であり、ウーリ州はその管理に関与する州の1つであったことなどが影響して、1495年にはウーリ州兵のトゥールガウ遠征を招いてしまった。この結果コンスタンツ市は略奪を止めさせて退却させるために合計3,000ギルダーを支払わなければならなくなった。
このような原初同盟間での諍いをよそに、ついにコンスタンツ市は1498年11月3日に正会員としてシュヴァーベン同盟に参加した。この時はまだ都市の同盟における位置づけが明確に定義されていなかったが、これがスイス人とシュヴァーベン人の間の対立を拡大させたもう一つの要因であることは間違いない。その後、宗教改革中にチューリッヒ州とベルン州と再び同盟し、1548年のシュマルカルデン同盟に敗北した後にこの同盟との緊密な関係は最終的に断ち切られた。

## 戦争の経過

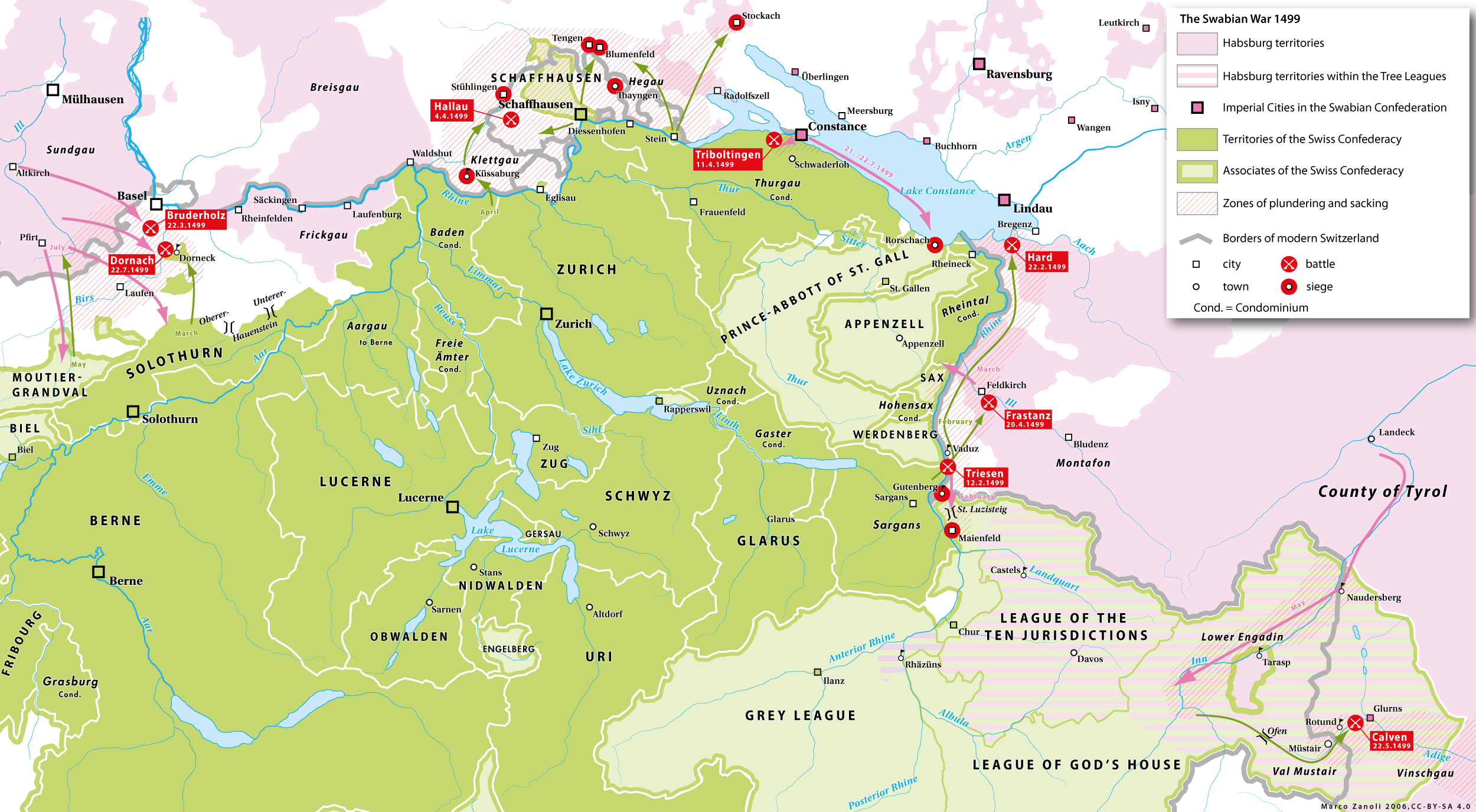
1499年のシュヴァーベン戦争の戦域

### 勃発から最初の大規模戦闘（1499年1月から2月）
1499年1月20日にハプスブルク軍がフィンシュガウ渓谷を占有し、ミュスタイアのザンクト・ヨハン修道院で略奪を行った。これがシュヴァーベン戦争の直接の契機である。しかしすぐに三同盟の力で撤退させられ、フィンシュガウ渓谷上部の村グロレンツァで2月2日にはすでに休戦協定が署名されていた。
しかし三同盟はすでにスイスに助けを求めており、ウーリ州兵はすでにクールに到着していた。休戦したことを知ると撤退したが、帰途についたときハプスブルク兵の小隊に遭遇した。ハプスブルク側の人々はスイス人に対して日常的に侮辱を行っていたので、スイス人はこれを機とばかりにライン川を渡ってハプスブルク兵を殺害した。報復としてハプスブルク軍は2月7日にマイエンフェルトの村を略奪し、シュヴァーベン同盟に助けを求めた。わずか5日後の2月12日、いくつかの州のスイス兵が集結して村を征服したのち、ボーデン湖に向かって移動し、途中で略奪や強奪を行った。そして2月20日に最初の大規模な戦闘であるハルトの戦いが起こった。ハプスブルク軍と再び遭遇したスイス軍は、ライン川の河口に近いボーデン湖岸でハプスブルク軍を打ち破った。ほぼ同時に他のスイス兵がシャフハウゼンとコンスタンツの間のヘーガウ地域に侵入した。しかし両方の地域でスイスは数日後に撤退した。

### 略奪の応酬（3月から6月）

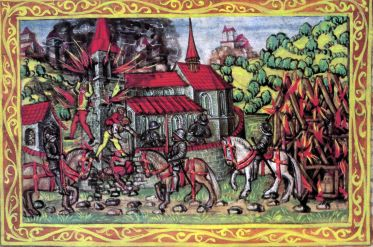
タインゲンの教会の要塞化された塔はシュヴァーベンの騎士によって爆破された。村に火の手が上がるなか、守衛は命からがら飛び降りる。(ルツェルン・シリングより) 。

3月には初期の調停が試みられていたが、決裂していた（後述）。この時スイスにとっての大きな問題は統一的な指揮権の不足だった。州の部隊は自分の指導者からのみ命令を受けたため、不服従への苦情は常態化していた。そのためスイス議会は1499年3月11日に以下の決議を採択した。
「同盟が戦闘状態にあるときは、各々がどの州の人間であるかにかかわらず、他軍の指揮官の支持にも従わねばならないということを、すべての州は自軍の兵に強く戒めておかねばならない。」—
一方シュヴァーベン同盟は新兵の募集を完了し、3月22日にドルナッハを襲撃したが、同日の晩、ブルーダーホルツの戦いで数値的に劣ったスイス軍に敗北した。

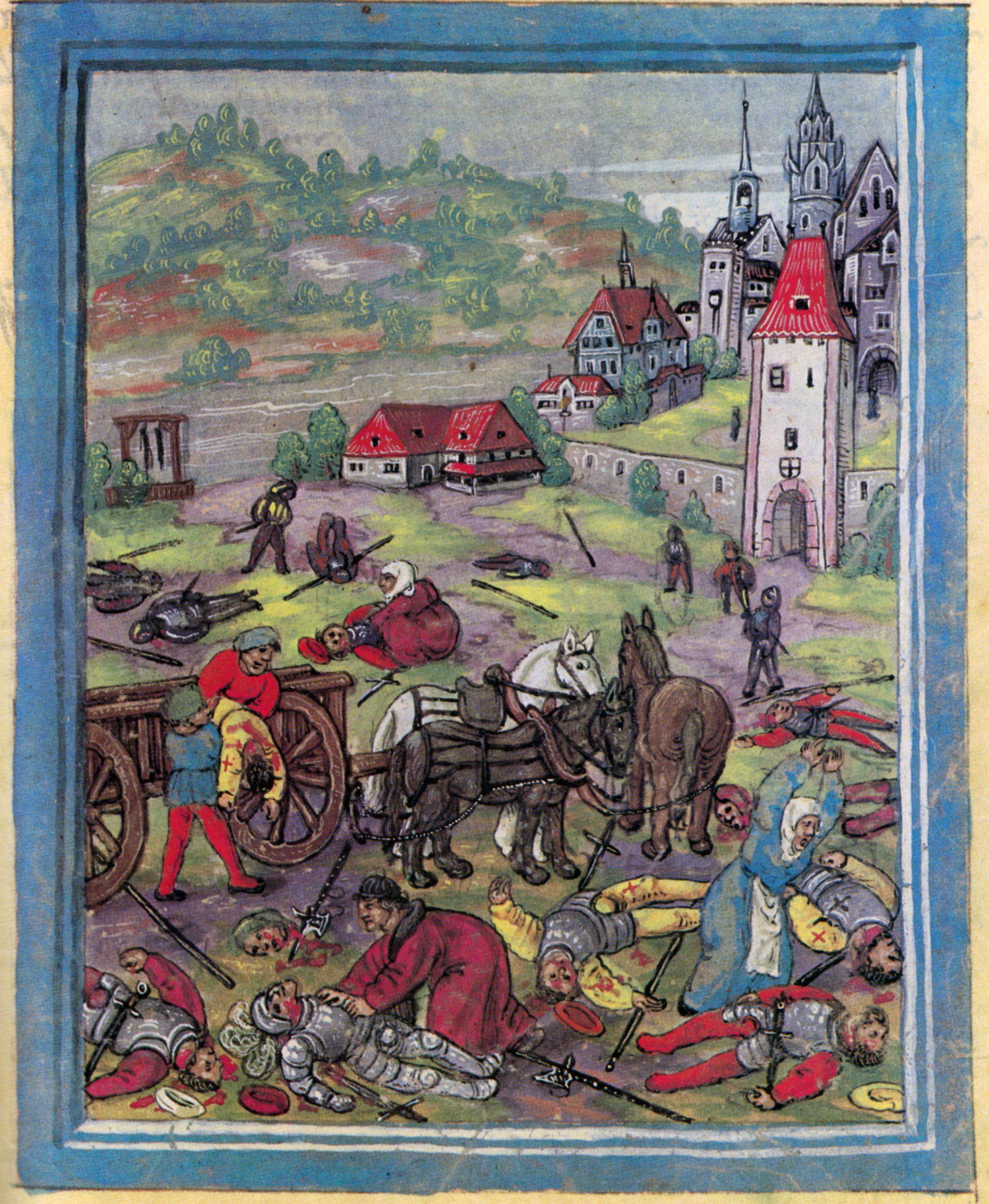
シュヴァーダーローの戦いの後、コンスタンツの城門のすぐ外でシュヴァーベン兵の死体を回収する女性と司祭。(ルツェルン・シリングより)

4月初旬、双方はライン川沿いの互いの領土を襲撃した。スイスはシャフハウゼンの西部、クレットガウにあるハーラウとノインキルヒの村を征服した。一方4月11日にはシュヴァーベン同盟側も大規模攻撃を行い、シュヴァーダーローの戦いに発展した。シュヴァーベン軍はコンスタンツ市の真南、ボーデン湖の南岸にあるいくつかの村を占領、略奪したが、スイスの兵士たちもシュヴァーダーローの数マイル南にメインキャンプを設けていたので交戦状態に入った。しかしこの戦いはシュヴァーベン軍の遠征は敗北に終わった。シュヴァーベン人は1,000人以上の兵士を失い、スイス軍に自走砲を含む重装武器を奪われてしまったのであった。
再びスイスはクレットガウとヘーガウを襲撃し、ティエンゲンやシュテューリンゲンなどの要塞化された小さなシュヴァーベン都市を略奪した後、再撤退した。東部戦線では新たなハプスブルクの攻撃がスイスの逆襲を煽り、4月20日フェルトキルヒの近くで起こったフラスタンツの戦いでもスイスは勝ち続けた。このようにこの戦争自体は多数の小規模な襲撃と大きな衝突の合間の両者による略奪的遠征によって構成されている。
ハプスブルク軍とシュヴァーベン軍の連敗を受け、これまでネーデルラントをめぐる問題で手一杯だった皇帝マクシミリアン1世もコンスタンツに親征し、作戦の指揮を引き継いだ。彼は紛争を「帝国戦争」と銘打って、ドイツ諸侯の作戦に対する幅広い支持を得るために原初同盟を帝国アハト刑に処す宣言を出した。しかしこの策略は不発に終わったが、マクシミリアン1世はあえてコンスタンツの近くで攻撃できるほど十分な軍隊を持っていなかったため、次の攻撃をヴァル・ミュステアで再び行うことに決定した。しかし5月初旬に西部で放棄された攻撃計画は結果的に大量のスイス軍を引き寄せ、スンドゴーの襲撃に発展した。次いで5月21日にスイスはヘーガウで第三の襲撃を行ったが、シュトッカッハ市がシュヴァーベンの救援部隊が十分近くに来れるほど長く包囲戦に耐えたので、一週間後には作戦を放棄した。

5月22日にはグラウビュンデンでカルヴェンの戦いが起こった。三同盟はマクシミリアン1世が援軍とともに到着する前に、グロレンツァに要塞を築いていたハプスブルク軍を攻撃した。要塞を陥落させるとハプスブルク軍を追放し、3日後（5月25日）に退却するまでフィンシュガウを破壊し尽くした。マクシミリアン1世とその援軍は5月29日に1週間遅れて到着した。激怒した皇帝は6月に報復としてエンガディン渓谷を略奪したが、半月後に原初同盟からの援軍が到着するとすぐに撤退した。この敗北によって、ハプスブルク家の本来の戦争の目的の一つであったグラウビュンデン地方の制圧、特にエンガディンやヴァル・ミュシュタイアーの支配は絶望的となり、戦争の焦点は原初同盟の国境北部へと移ることとなった。なぜなら、皇帝はヴァル・ミュシュタイアーでの戦いに勝つためにボーデン湖に退却して態勢を立て直すことを望んでいたが、シュヴァーベン同盟軍側はもはやグラウビュンデンでの戦闘に興味を失い、北部での戦闘に集中すべきだと考えていたので、出兵を拒否したからである。こうして方向性の違いによって軍事行動は停滞し、コンスタンツに集合した部隊も行動は起こさなかった。そして戦線全体で見ても、7月までは特筆すべきようなことは何も起こらなかった。

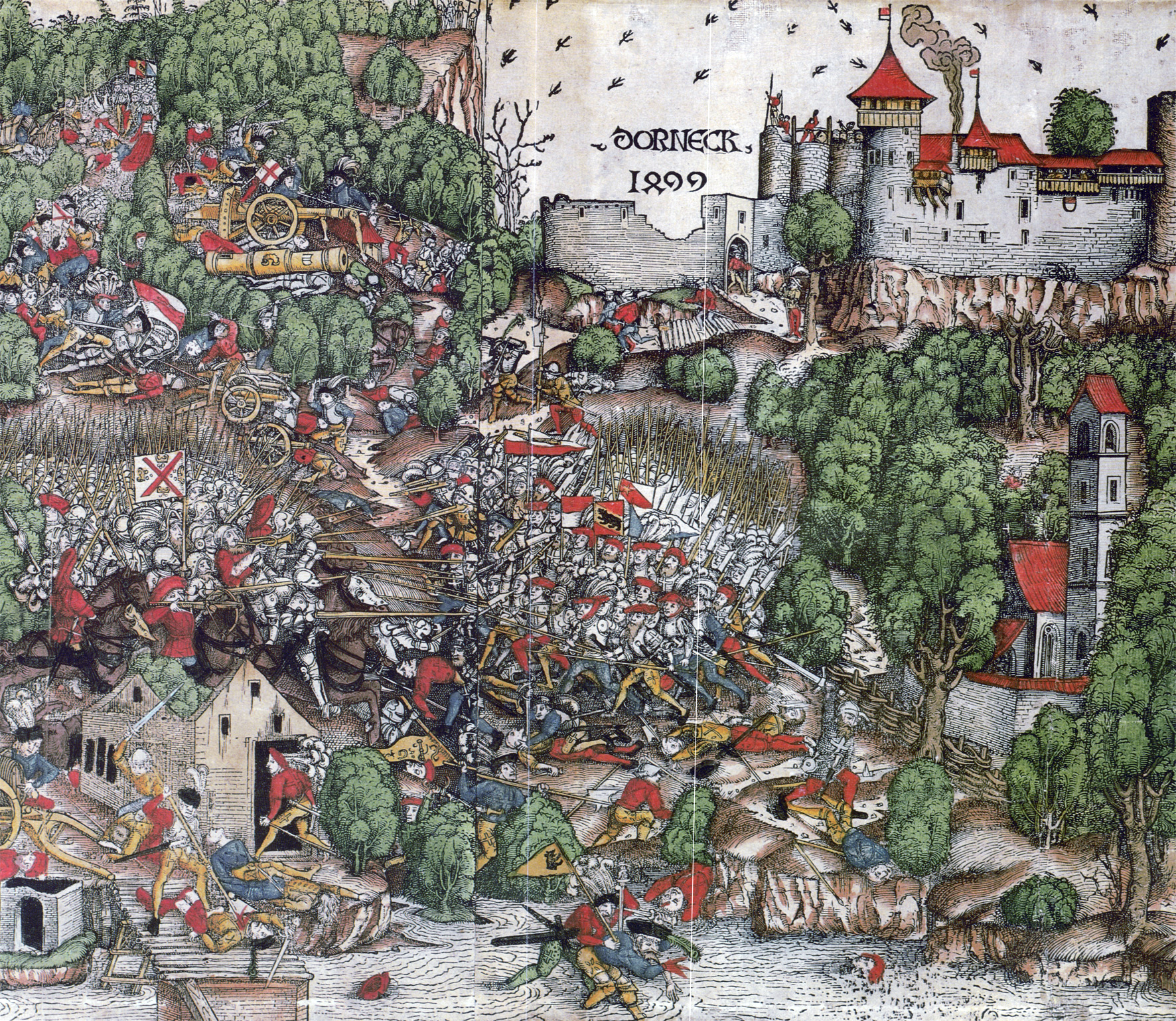
ドルナッハの戦いにおけるドルネック城を描いた当時の木版画。主要な戦いであり、バーズ川で逃亡軍がスイス兵に虐殺された。

### スイスの優勢と決定的勝利（7月）
7月中旬までの間にマクシミリアン1世とシュヴァーベン同盟の指導者たちは自軍から突如として圧迫を受けた。ハインリッヒ・フォン・フュルステンベルク伯爵の指揮下に軍隊が置かれた西部では、フランダースから来た傭兵による大規模な派遣部隊と多くの騎士が賃金の未払いを理由に撤退すると脅したのだ。シュヴァーベン軍の歩兵も多くは農民であり、収穫の時期であるのに家に帰って農作業ができないことに不満を表した。そのためマクシミリアン1世は次の軍事行動を起こすことを迫られた。
7月21日にボーデン湖を横切ったライネックとロールシャッハからの海上攻撃は、シュヴァーベン同盟の数少ない成功した作戦のうちの1つである。スイスの小分遣隊は不意打ちを食らい、村は略奪され焼かれた。しかし西部ドルナッハでの約16,000人の兵士による、より大規模な攻撃の際はにわか仕立てながらも強力なスイス軍に遭遇した。翌7月22日にはドルナッハの戦いが起こった。シュヴァーベン軍は傭兵隊との長く厳しい戦いの末大敗を喫した。彼らの将軍ハインリッヒ・フォン・フュルステンベルク伯爵は戦いの早い段階で殉死し、約3,000人のシュヴァーベン兵と500人のスイス人兵士が死亡してシュヴァーベン人は再びすべての大砲を失った。これがスイス軍にとっては決定的な勝利となった。
戦争の最後の衝突の一つは7月25日に起こった。シュヴァーベン軍はシャフハウゼンのヘーガウから行進したが、タインゲンでスイスの激しい防衛に会った。わずかな防御部隊がついに打ち負かされ村は略奪されたが、防衛隊は重傷を負いながらも、スイスがシャフハウゼンから戦場でシュヴァーベン兵と対峙するための部隊を送るのに十分な長さの攻撃を続けた。シュヴァーベン軍側の騎士と歩兵との間の誤解によりシュヴァーベン兵は撤退し、日暮れ後のより大きな衝突は防がれた。

## 和平交渉
1499年3月における初期調停の目論見は当事者間の相互不信により失敗におわった。しかし7月のドルナッハの戦いの後、シュヴァーベン同盟は戦争に疲弊していた上、軍事指導者としての皇帝の能力に対して失望していたので新しい軍隊を結集するというマクシミリアン1世の要求も拒否した。シュヴァーベン軍とハプスブルク軍はスイスよりもはるかに高い人的損失を被り、繰り返しスイスに装備を奪われた後は大砲も不足していた。スイスもまた戦争をさらに長引かせることに関心はなかったが、8月にマクシミリアン1世がシャフハウゼンで提示した最初の和平提案は拒否した。こうして互いに和平はなかなか進まない状態が続いていた。

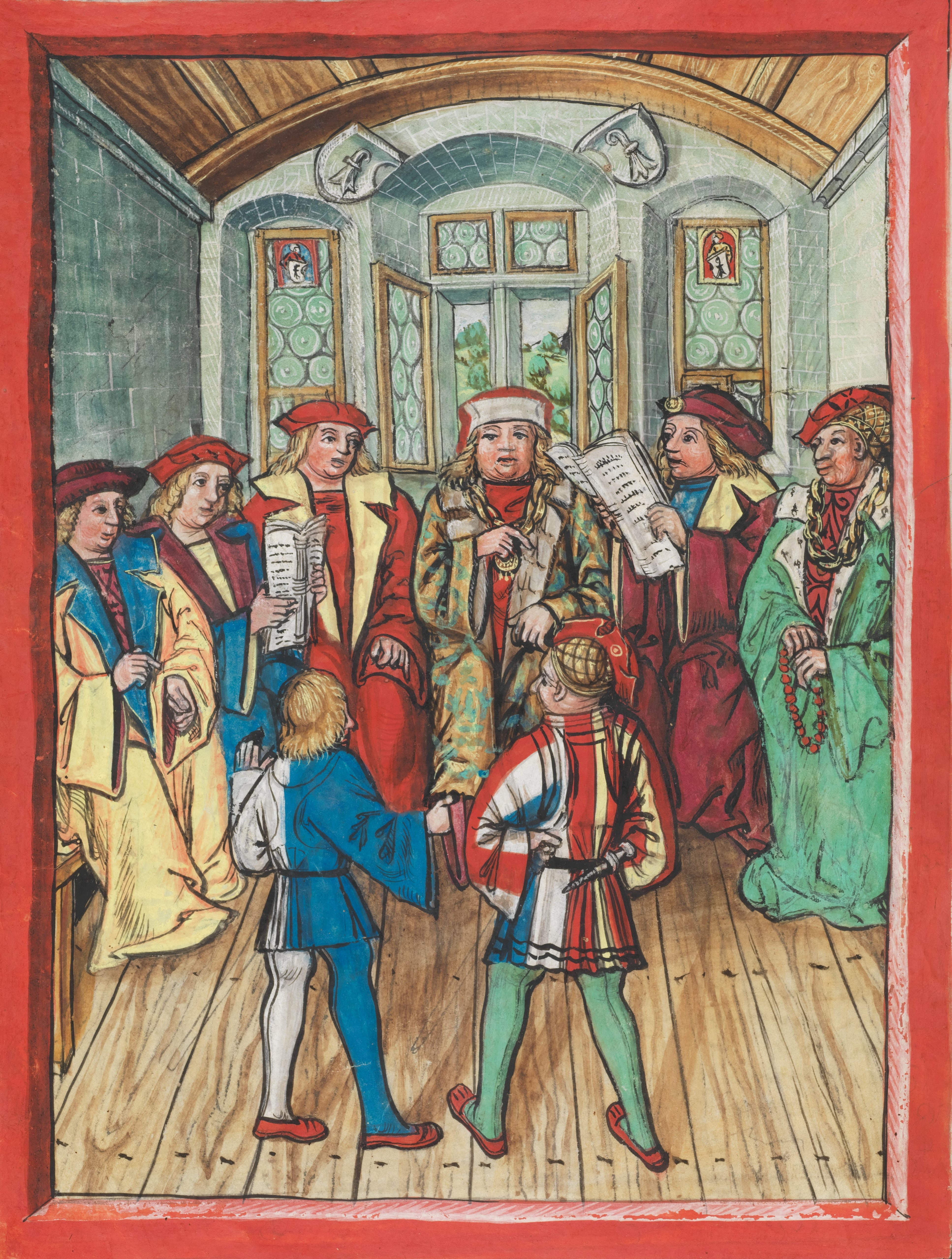
ミラノ特使がバーゼル市役所でマクシミリアン1世の代表団に和平提案を提示しており、ルツェルンからの代表者（前列左、青と白のドレス）がそれを翻訳している。（ルツェルン・シリングより ）

しかし、フランス王ルイ12世がイタリア戦争における戦略としてミラノ公国を支配下に入れようとしたことで和平交渉は転機を迎えた。このフランス王の策略に対し、ミラノの支配者ルドヴィーコ・スフォルツァは、シュヴァーベン戦争が続く限り姪のビアンカがマクシミリアン1世と1493年に結婚していたとはいえ、スイス傭兵とマクシミリアン1世のどちらからも援助を期待できなかった。そのため特使ガレアッツォ・ヴィスコンティを派遣して、スイスとハプスブルク家の調停役をさせようとした。一方スイスの連邦議会および戦争評議会ではフランス代表団が同じくミラノ支配を狙って合意を妨げようとした。しかしミラノ代表団は双方の要求を緩和するよう説得に成功し、最終的に9月22日にバーゼルで皇帝マクシミリアン1世とスイス間の和平条約が調印された（バーゼルの和約）。和平条約においては、マクシミリアン1世が同盟の帝国アハト刑を宣言することででっち上げた「帝国戦争」としての戦争観を放棄し、その代わりこの戦争がハプスブルク家とスイス連合という帝国の二つの対等な構成員（帝国等族）の間の戦争であるという、実際あるべき姿のほうを慎重に扱った。そのためこの文書ではマクシミリアン1世を「ハプスブルク公」とのみ表現し、「ドイツの王」や「神聖ローマ皇帝」と表すことはなかった。
このバーゼルの和約により、原初同盟と帝国の関係は1495年のヴォルムス議会以前の戦争前の原状に戻った。帝国アハト刑は言及されないまま廃止された。マクシミリアン1世は州の拒否を受け入れ、ハプスブルク家の領土に対する主張を事実上放棄して独立を認めなければならなくなったため、その結果スイス同盟の当時の10州は皇室裁判所の司法権から免除された。スイスはその後、トゥールガウ地方に対して高度司法権を行使した。以前コンスタンツ司教の支配下にあったいくつかの場所に対して、その覇権を主張することができたシャフハウゼンの周辺都市を除けば、戦争は結局何の領土的な変化も起こさなかったのである。
グラウビュンデンでもまた戦前の状態に戻った。ハプスブルク家は十裁判区同盟のうち8つ以上の州における権利を保持できたが、他の2つの同盟（ゴッテスハウス同盟、灰色同盟）およびスイス同盟との同盟関係締結を受け入れなければならなくなった。最終的にこの取り決めは、ほぼ130年後の三十年戦争中の一時的な再占領を除いては、ハプスブルク家がプレッティガウと三同盟にあたる地区を失うことにつながった。
また戦争の費用は、おおかたスイスのフランス、イタリア間の同盟と、戦争による捕虜の身代金によって支払われた。

## 戦後

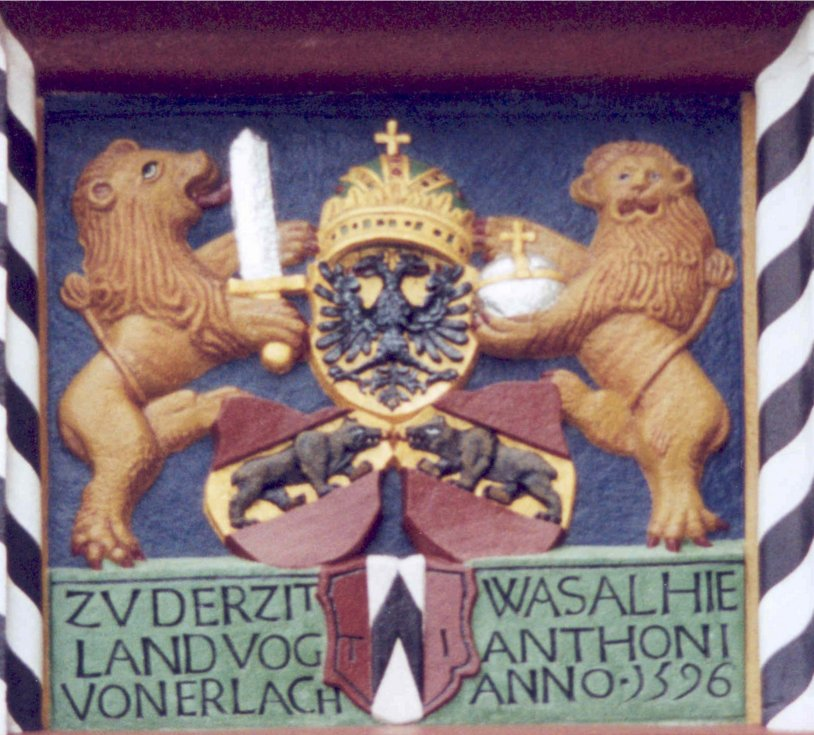
レンツブルク城正門の1596年の紋章にあるように、スイス同盟は公的には神聖ローマ帝国の一部であり続けた。帝国のシンボルである鷲がベルンのシンボルである熊を頂き、一番下にはフォンエルラッハ家の紋章がある。1648年以降、連邦の紋章の上に皇帝の記章を置く慣行は徐々に放棄され、18世紀初頭までには主に伝統上の理由で使用頻度が減った。

バーゼルは戦時中、慎重に中立を保っていた。原初同盟のいくつかの州と同盟を結んではいたが、アルザス地方とライン川沿岸地域との経済的関係もあった。しかし戦争で市議会の親同盟派は力を増し、原初同盟もまた（シャフハウゼンのような）ライン川の橋頭保としてのバーゼル市の戦略的重要性を認識していた。そして1501年6月9日に、バーゼルの代表団とスイスの州の代表が同盟契約に署名した。バーゼル市議会は1501年7月13日に批准した。
シャフハウゼンはシュヴァーベン戦争中に原初同盟と対立して戦ったため、同盟への受け入れは単に形式的なものに留まった。1415年から帝国都市であり、1454年から1479年に更新された25年間の契約を通して同盟の準州であったが、1501年8月10日に同盟の12番目のメンバーになった。
戦争が終わると、スイス兵はもはやライン川とグラウビュンデンに拘束されなくなった。州はミラノ公国とカピチュレーションと呼ばれる新しい傭兵契約を結び、たちまちイタリア戦争に深く関与し、スイス傭兵は両側に立って戦った。1515年のメレニャーノの戦いにおけるフランス軍の敗北、さらにその後1516年にフランス国王との間で結んだ和平条約（「永久平和」と呼ばれる）により、この戦争において自己の利益のためだけに行動した原初同盟の関与は終わった。しかしながら、スイス連邦の個々の州からのスイス傭兵はさまざまな党派への奉仕という形で16世紀半ばまでイタリア戦争に参加し続けた。特にフランスとの和平条約に従い、フランス王に仕えた者が多かった。
原初同盟は独立した神聖ローマ帝国等族であり続けたが、それは帝国議会への参加を義務付けられたものですらなかったので、この関係は16世紀にはその意義を失い、純粋に形式的なものへと衰退した。しかしながらスイスは依然として自身を帝国直属身分を持つ帝国の一員であると考えていた。そして帝国記章を引き続き使っていることからもわかるように、帝国が依然としてすべての特権、権利、または政治的アイデンティティの基盤であると考えていた。ハプスブルク家と同盟の関係は1511年の合意、1474年の初期永久協定の更新、1477年の最初の合意を経て完全に正規化された。その条約においてはハプスブルク家は最終的かつ公式的にすべての古い領土を放棄し、その上同盟をブルゴーニュ伯の庇護者に指定までした。さらに1648年のウェストファーレン条約では、同盟のすべての州と準州は帝国から正式かつ完全に独立し、独自の権利を持つ国家的および政治的存在として認められた。こうして帝国はスイスのみならず旧来の多くの地域と諸侯に対してその力を行使することができなくなっていった。

## 参照資料
1. 1 2  The main references used are Morard in general and Riezler for the detailed chronology in the section on the course of the war.
2. 1 2 3  Wilhelm Baum: Friedrich III. von Habsburg, römisch-deutscher Kaiser (1440–1493). In: Biographisch-Bibliographisches Kirchenlexikon (BBKL). Band 24, Bautz, Nordhausen 2005, ISBN 3-88309-247-9, Sp. 635–648.
3. ↑  Peter Schmid: Sigismund, Erzherzog von Österreich. In: Biographisch-Bibliographisches Kirchenlexikon (BBKL). Band 10, Bautz, Herzberg 1995, ISBN 3-88309-062-X, Sp. 269–274.
4. ↑  N.N.: Maximilian I Archived 2009-03-14 at the Wayback Machine., Haus der Bayrischen Geschichte. URL last accessed 2006-10-06.
5. ↑  Thieme, A.: Albrecht (der Beherzte) Archived 2007-03-21 at the Wayback Machine., Sächsische Biografie; Institut für Sächsische Geschichte und Volkskunde e.V. URL last accessed 2006-10-06
6. 1 2  Inge Wiesflecker-Friedhuber: Maximilian I., Römischer König, Erwählter Römischer Kaiser. In: Biographisch-Bibliographisches Kirchenlexikon (BBKL). Band 18, Bautz, Herzberg 2001, ISBN 3-88309-086-7, Sp. 879–893.
7. ↑   Würgler, A.: Eidgenossenschaft – 3. Konsolidierung und Erweiterung in  German, French and Italian in the online Historical Dictionary of Switzerland, 2004-09-08.. URL last accessed 2006-10-09.
8. ↑  Sachse, G.: Kaiser Maximilian I – Bewahrer und Reformer, Kulturberichte 2/02, AsKI 2002. URL last accessed 2006-10-06.
9. 1 2 3  Morard, N.: Die Eidgenossen auf der europäischen Bühne, pp. 316 – 326 in Schwabe & Co. (eds.): Geschichte der Schweiz und der Schweizer, Schwabe & Co. 1986/2004; ISBN 3-7965-2067-7. Comprehensive general overview and explanation of the larger context.
10. ↑   Braun, B.: Heiliges Römisches Reich – 3. Von der Reichsreform zum Westfälischen Frieden in  German, French and Italian in the online Historical Dictionary of Switzerland. URL last accessed 2006-10-06.
11. 1 2  Maissen, Th.: Worum ging es im Schwabenkrieg?, NZZ of September 18, 1999. In German; reprint at historicum.net. URL last accessed 2006-09-17.
12. 1 2  Walter, H.: Der Topos vom "Kuhschweizer" Archived 2011-07-07 at the Wayback Machine.; University of Zürich, 2000. URL last accessed 2006-09-17.
13. ↑  Sieber-Lehmann, C.: Spätmittelalterlicher Nationalismus, pp. 204ff. Vandenhoeck & Ruprecht, Göttingen, 1995. ISBN 3-525-35430-4; in German.
14. ↑  Schweizerisches Idiotikon, vol 9, p. 2268, 1929. Entry "Schwizer".
15. ↑  Stüssi-Lauterburg, J.: Der Schwabenkrieg 1499, 1999. (PDF file, 37kB.) In German. URL last accessed 2006-09-17.
16. 1 2  William E. Rappard,  Collective Security in Swiss Experience 1291-1948  (London, 1948) pp. 88-89
17. ↑  Riezler, S.: Die Grafen von Fürstenberg im Schweizerkriege 1499; Tübingen 1883. In German, from historicum.net. Detailed chronological account of events.
18. ↑  Wendler, U.: Der dritte Hegauzug und König Maximilian I.; in German. URL last accessed 2006-10-09.
19. ↑   Sieber-Lehmann, C.: The Peace of Basel of 1499 in  German, French and Italian in the online Historical Dictionary of Switzerland, 2002-05-01.
20. 1 2  Scheck, P.: Der Schwabenkrieg 1499; Municipal Archives of Schaffhausen, 1999. In German.
 URL last accessed 2006-09-08.
21. 1 2  Meles, B.: Das Entschwinden des Reichsadlers, pp. 147 – 162 in Jorio, M.: 1648: Die Schweiz und Europa: Aussenpolitik zur Zeit des Westfälischen Friedens, Chronos Verlag, Zürich 1999; ISBN 3-905313-14-6. In German.
22. ↑  State Archive of Basel-Country: Vertrag zwischen Basel und der Eidgenossenschaft 1501; August 2000. Also see the Bundesbrief of Basel itself (PDF file, 553 kB). In German.
23. ↑   Holenstein, A.: Ewiger Frieden in  German, French and Italian in the online Historical Dictionary of Switzerland, 2004-12-07.
24. ↑   Braun, B., Sieber-Lehmann, C.: Ewige Richtung and Erbeinungen in  German, French and Italian in the online Historical Dictionary of Switzerland, 2004-12-07.

- Schwabenkriegschroniken
- Anshelm, V.: Berner Chronik, 1529–1546.
- v. Berlichingen, G.: Memoirs, around 1560; rediscovered and first published for wider circulation in 1731. Available e.g. in German from reclam: ISBN 3-15-001556-1.
- Pirckheimer, W.: De bello Suitense sive Eluetico, 1526. Pirckheimer had participated in the Swabian War as the commander of a troop from Nuremberg. An excerpt from the translation of Ernst Münch, Berlin 1988, is available on-line. A more recent edition was translated by Fritz Wille, Baden 1998 (ISBN 3-85648-094-3); in Latin and German.
- Schilling, D.: Luzernerchronik, 1511–1513.